# Чемпионат мира по прыжкам на батуте 1976
9-й чемпионат мира по прыжкам на батуте прошёл в Талсе, США 3 июля, 1976 года.

## Медальный зачет
| Место | Страна    | Золото | Серебро | Бронза | Всего |
| ----- | --------- | ------ | ------- | ------ | ----- |
| 1     | США       | 4      | 5       | 2      | 11    |
| 2     | СССР      | 4      | 1       | 1      | 6     |
| 3     | Франция   | 1      | 0       | 0      | 1     |
| 4     | Германия  | 0      | 1       | 1      | 2     |
| 5     | ЮАР       | 0      | 0       | 2      | 2     |
| 6     | Канада    | 0      | 0       | 1      | 1     |
| 6     | Швейцария | 0      | 0       | 1      | 1     |
| Total | Total     | 9      | 7       | 8      | 24    |

## Результаты
| Дисциплина            | Золото                            | Серебро                         | Бронза                   |
| --------------------- | --------------------------------- | ------------------------------- | ------------------------ |
| Мужчины               |                                   |                                 |                          |
| Батут (личное пер-во) | Ришар Тисон Евгений Янес          |                                 | Сергей Лобанов           |
| Синхронные прыжки     | Евгений Янес / Евгений Яковенко   | Роберт Швебель / Вернер Фридрих | Р. Янсен / Стивен Пилсер |
| ДМТ (личное пер-во)   | Рон Марриот                       | Бобби Болинджер                 | Дерик Лоц                |
| АКД (личное пер-во)   | Джим Берц                         | Эд Гудман                       | Кевин МакКи              |
| Женщины               |                                   |                                 |                          |
| Батут (личное пер-во) | Светлана Левина                   | Наталья Моисеева                | Рут Келлер               |
| Синхронные прыжки     | Светлана Левина / Ольга Старикова | Лайт Хеннесси / А. Томпсон      | Утэ Шайле / Утэ Люксон   |
| ДМТ (личное пер-во)   | Ли Хеннеси                        | Дэнис Сил                       | Нэнси Боэм               |
| АКД (личное пер-во)   | Трейси Лонг                       | Нэнси Кваттрочи                 | Лиза Пододжил            |